# 古含匡南门
古含匡南门，位于中国广东省清远市英德市浛洸镇中心小学，为清远市英德市的一个市级文物保护单位，类型为古建筑，公布时间为1991年11月。
古含匡南门的历史年代为清代。